# Musculus semimembranosus
De musculus semimembranosus of halfvliezige spier  is een spier aan de achterzijde van het bovenbeen. Hij behoort samen met de musculus biceps femoris en de musculus semitendineus tot de hamstrings.
De spier is bi-articulair en loopt van het bekken naar het onderbeen. Hij is nauw verbonden met de musculus semitendinosus. De spier heeft zowel een functie over het heup- als het kniegewricht. In het heupgewricht heeft deze spier retroflexie als functie, over het kniegewricht flexie en endorotatie. Zijn pees ligt in het kniegewricht dieper dan die van de musculus semitendineus, en splitst zich onder het ligamentum collaterale mediale in drieën. Deze driedelige aanhechting wordt ook wel de pes anserinus profundus genoemd.